# Nayib Temar
Nayib Temar (1 de enero de 1989) es un deportista argelino que compite en judo. Ganó dos medallas de oro en el Campeonato Africano de Judo de 2017 en las categorías de +100 kg y abierta.

## Palmarés internacional
| Campeonato Africano | Campeonato Africano       | Campeonato Africano | Campeonato Africano |
| Año                 | Lugar                     | Medalla             | Categoría           |
| ------------------- | ------------------------- | ------------------- | ------------------- |
| 2017                | Antananarivo (Madagascar) | Medalla de oro      | +100 kg             |
| 2017                | Antananarivo (Madagascar) | Medalla de oro      | Abierta             |